# Liste der Kardinalskreierungen Stephans VIII.
Papst Stephan VIII. (939–942) kreierte nur zwei Kardinäle.

## 941
- Leo, Kardinalbischof von Velletri, † 963

## Unbekanntes Kreierungsdatum
- Marinus, Kardinalpriester von San Ciriaco alle Terme, ab 942 Papst Marinus II., † Mai 946